# Evil Activities
Evil Activities (pravim imenom Kelly van Soest), nizozemski Hardcore Techno producent i DJ. Također producira i hardstyle, ali pod nadimkom Max Enforcer.

## Djelovanje
Producent, DJ i vođa skupine Evil Activities, započeo je svoj posao 1997. godine. Otkrio ga je Jeroen Streunding (DJ Neophyte) koji je objavio Kellyjevo prvo izdanje početkom 1998. u producentskoj kući Rotterdam Records. Gotovo godinu dana kasnije, DJ Neophyte otvorio je vlastitu producentsku kuću Neophyte Records i za Kellyja to je bio logični korak u promjeni producentske kuće. Nedugo kasnije, Kelly i Jeroen su zajedno snimali te je rezultat toga bilo je uskrsnuće skupine Masters Of Ceremony. Nakon skoro 10 godina teškoga rada i posveta, Evil Activities je radio s i remiksao za hardcore legende kao što su DJ Neophyte, Endymion, The Viper, DJ Panic, Nosferatu, Tha Playah i DJ Paul Elstak. On je svirao u skoro svim velikim hardcore događajima širom svijeta i još uvijek nastavlja putovati svijetom sa svojim energetičnim DJ i uživo nastupima.
Sadašnji članovi skupine djeluju samo u nastupima uživo, dok je Kelly jedini član koji snima pjesme u studiju.

## Diskografija
Singlovi
| Singl                         | Godina | Napomena                                                    |
| ----------------------------- | ------ | ----------------------------------------------------------- |
| Pass Me                       | 1999.  |                                                             |
| Bigger Than Ever              | ?      |                                                             |
| World Eclipse                 | 1999.  |                                                             |
| What's Inside Me?             | 1999.  | Uzorci su preuzeti iz filma Alien: Uskrsnuće                |
| Harder & Harder               | 2000.  |                                                             |
| X-tinction                    | 2001.  |                                                             |
| B4 Your Eyes                  | 2002.  | suradnja s Endymionom                                       |
| Alles Kapot                   | 2003.  | s Neophyteom                                                |
| To You Who Doubt Me           | 2003.  | sudjeluje Neophyte                                          |
| Dedicated                     | 2003.  |                                                             |
| Never Fall Asleep             | 2005.  | s DJ Panicom                                                |
| Sick Of My Life               | 2005.  |                                                             |
| Back On Track                 | 2005.  |                                                             |
| None Of Ya Left (Remix)       | 2006.  |                                                             |
| Time To Make A Stand          | 2006.  | s Neophyteom                                                |
| Fuck That                     | 2006.  | s Neophyteom                                                |
| Bottoms Up                    | 2006.  | s Neophyteom, za prvo puštanje na Decibel 2006              |
| Nobody Said It Was Easy       | 2008.  | Uzorci su preuzeti s istoimene pjesme rock sastava Coldplay |
| Evilution                     | 2008.  |                                                             |
| The Way I Am (Endymion Remix) | 2008.  |                                                             |
| No Place To Hide              | 2008.  | "Hidden Place" je otpjevala Rachel Kramer                   |
| Rocking With The Best         | 2008.  | s Neophyteom                                                |

## Vanjske poveznice
- Evil Activities u Neophyte Recordsu